# Polygonaldolmen von Lexow

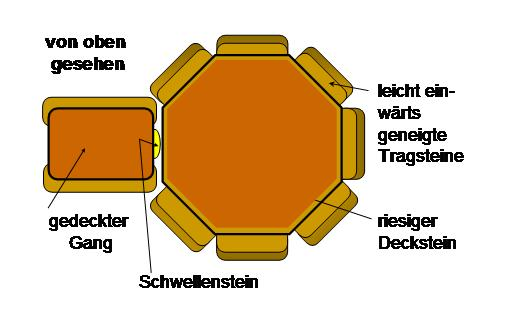
Schema Polygonaldolmen – von oben gesehen

Lage

Der Polygonaldolmen von Lexow, Gemeinde Walow liegt in einem Wald östlich von Lexow im Landkreis Mecklenburgische Seenplatte in Mecklenburg-Vorpommern und ist über einen Betonplattenweg zu erreichen. Die Megalithanlage mit der Sprockhoff-Nrn. 435 entstand zwischen 3500 und 2800 v. Chr. als Großsteingrab der Trichterbecherkultur (TBK). Neolithische Monumente sind Ausdruck der Kultur und Ideologie neolithischer Gesellschaften. Ihre Entstehung und Funktion gelten als Kennzeichen der sozialen Entwicklung. Der Polygonaldolmen ist eine Unterart des Dolmen, die besonders in Dänemark, Schweden und Schleswig-Holstein vorkommt. Lediglich je einzelne Exemplare sind aus Mecklenburg-Vorpommern und Sachsen-Anhalt (Lüdelsen 1) bekannt.
In der Mitte zwischen Lexow und Hinrichsberg befindet sich, etwa 40,0 m nördlich der Straße Hinrichsbergerweg im Wald, der in Mecklenburg seltene Polygonaldolmen mit sechs erhaltenen Tragsteinen und einer Lücke im Bereich des ehemaligen Zugangs. Der 2,85 × 2,45 m große Deckstein ist, da ein Tragstein nachgegeben hat, halb in die Kammer gesunken.